# Mario González (boxeador)
Mario González Lugo (Puebla de Zaragoza, México, 15 de agosto de 1969) es un boxeador mexicano retirado, quien representó a su país en los Juegos Olímpicos de Seúl 1988. En ese certamen ganó la medalla de bronce en la división de peso mosca.

## Resultados olímpicos
- Ganó contra Teboho Mathibeli (Lesoto) 5-0
- Ganó contra Manoj Pingale (Indonesia) 4-1
- Ganó contra Alfred Kotey (Ghana)
- Perdió contra Andreas Tews (República Democrática Alemana) 0-5